# AKB48 in TOKYO DOME ～1830m的夢想～
AKB48 in TOKYO DOME ～1830m的夢想～（日語：AKB48 in TOKYO DOME ～1830mの夢～）是AKB48於2012年8月24日 - 26日在東京巨蛋舉辦的演唱會。「1830m」指的是從AKB48劇場到東京巨蛋之間的實際距離。

## 第1日

### 曲目
1. overture
2. PARTY开始了 - 1期生6名 ※包括篠田麻里子
3. Dear my teacher - 1期生＋2期生
4. 讓我吃下毒蘋果 - 1期生＋2期生＋3期生
5. 想見你 - AKB48＆SDN移籍畢業組
6. 塑膠的雙唇 - 篠田麻里子
7. Blue rose - 倉持明日香・柏木由紀・河西智美・高城亞樹
8. 淚中帶笑 - 板野友美
9. 直角Sunshine - Team 4
10. 暴風雨之夜 - Not yet
11. AKB参上! - Team A＆武藤十夢
12. 在曾經看見的海底
13. NEW SHIP
14. 迷你裙精靈 - no3b
15. 用飛吻擊落他! - 渡辺麻友・岩佐美咲・多田愛佳・仲川遥香・菊地あやか・小森美果
16. 7時12分的初恋 - 川栄李奈・島崎遥香・前田敦子・向田茉夏・高橋朱里
17. 初日 - Team B＆佐佐木由佳里
18. 推Team B - Team B＆佐佐木由佳里
19. 哇修K! - Team K
20. 唔吼大遊行 - Team K
21. 關於希望 - NO NAME
22. 妳正在看著夕陽嗎？ - 1期生6名
23. 風正在吹 - 1期生6名＆高城亞樹・大島優子・河西智美・柏木由紀・北原里英・渡辺麻友・宮澤佐江・指原莉乃・島崎遙香・橫山由依
24. 你與彩虹與太陽 - Team B・Team 4・Team 未定
25. BINGO! - SKE48
26. 10年櫻 - NMB48
27. 與核桃對話 - Team A＆武藤十夢
28. RUN RUN RUN - Team 4
29. Baby! Baby! Baby! - JKT48
30. 驚喜之淚！ - HKT48
31. 崇尚麻里子
32. 因為喜歡你
33. RIVER
34. Beginner
35. 大聲鑽石
36. Maybe是藉口
37. Everyday、髮箍
38. 馬尾與髮圈
39. 飛翔入手
40. 仲夏的Sounds good!
41. 在藍天旁

安可曲
1. 格子花紋
2. 因為有你在
3. 少女們
4. 無限重播
5. 飛機雲

## 第2日

### 曲目
1. overture
2. 無限重播
3. 10年櫻
4. 少女們
5. 想見你
6. 而且不叫酪梨啦… - 指原莉乃・渡辺麻友
7. 睡衣兜风 - 山内鈴蘭・渡辺美優紀・須田亜香里
8. 裙襬飄飄 - 入山杏奈・加藤玲奈・川栄李奈・島崎遥香・木崎ゆりあ・木本花音・高橋朱里
9. 零和太陽 - Team K
10. 離家出走的夜晚 - Team K
11. Hate - Team A
12. 曾不屑一顧的愛情 - Team A
13. 在曾經看見的海底
14. NEW SHIP
15. 我們 現在 應該好好談談 - 板野友美・柏木由紀
16. 雨中動物園 - 大島涼花・小嶋菜月・竹内美宥・永尾まりや・向田茉夏・村重杏奈・平田梨奈・與儀ケイラ
17. 玻璃般的我愛你 - 菅なな子・前田美月・宮脇咲良・矢倉楓子
18. 天使的尾巴 - 横山由依・大島優子・峯岸みなみ
19. 不算 - Team B
20. 呀喝B！ - Team B
21. 翡翠色的沙灘裙 - SKE48
22. 跑吧！企鵝 - Team 4
23. 我的太阳 - Team 4
24. 海岸邊最可愛的女孩！ - NMB48
25. 無望之淚 - 松井珠理奈・篠田麻里子
26. 制服的抵抗 - 北原里英・高橋みなみ・梅田彩佳
27. 如能被你緊擁 - 山本彩・小嶋陽菜・松井玲奈
28. 初次的果糖 - 宮澤佐江・前田敦子・河西智美
29. Show fight!
30. DoReMiFa音痴
31. 如此波西米亞
32. 妳正在看著夕陽嗎？ - 1期生6名
33. 風正在吹
34. 櫻桃與孤獨 - Team未定＆研究生
35. 接吻可是左撇子 - SKE48
36. Virginity - NMB48
37. 與核桃對話 - Team A
38. BINGO! - Team 4
39. 情歌般的下課鈴 - HKT48
40. Baby! Baby! Baby! - JKT48
41. 崇尚麻里子
42. 因為喜歡你
43. RIVER
44. Beginner
45. 大聲鑽石
46. Maybe是藉口
47. Everyday、髮箍
48. 馬尾與髮圈
49. 飛翔入手
50. 仲夏的Sounds good!
51. 为了谁

安可曲
1. 大部份的回憶 - 高橋みなみ・前田敦子
2. 格子花紋
3. 重力共嗚
4. 第一隻兔子
5. 藍天 不會寂寞嗎?
6. 無限重播

## 第3日

### 曲目
1. overture
2. 櫻花花瓣 - 前田敦子
3. Pioneer - Team A
4. RESET - Team K
5. 劇場的女神 - Team B
6. 初恋无果 - Team 4
7. 想見你
8. 不怕聲名狼藉! - 小嶋陽菜・大島優子
9. 向日葵 - 梅田彩佳・松井珠理奈・板野友美・宮澤佐江
10. 口對口的巧克力 - 横山由依・篠田麻里子・高城亜樹
11. 在曾經看見的海底
12. NEW SHIP
13. 心型病毒 - 河西智美・柏木由紀・北原里英
14. 來一塊糖果 - 峯岸みなみ・渡辺麻友・松井玲奈
15. Happy A! - Team A ※『呀喝B！』Team A版本
16. Only today - Team A
17. 化作滾石吧 - Team K
18. 大家一起來 - Team B
19. 黄金中心 - Team 4
20. 蟲之敘事詩 - 高橋みなみ
21. 沙灘的櫻桃 - 前田敦子・川栄李奈・島崎遥香・木崎ゆりあ
22. 黑色天使 - 渡辺麻友・前田敦子・松井珠理奈
23. 不要叫我偶像 - 小嶋陽菜・大島優子・前田敦子・板野友美
24. 你就是我 - 前田敦子
25. Everyday、髮箍
26. 無限重播
27. 妳正在看著夕陽嗎？ - 1期生6名
28. 風正在吹
29. 10年櫻
30. 接吻可是左撇子 - SKE48
31. Virginity - NMB48
32. 與核桃對話 - Team A
33. BINGO! - Team 4
34. 手牽手 - HKT48
35. Baby! Baby! Baby! - JKT48
36. 崇尚麻里子
37. 因為喜歡你
38. RIVER
39. Beginner
40. 大聲鑽石
41. Maybe是藉口
42. Everyday、髮箍
43. 馬尾與髮圈
44. 飛翔入手
45. 仲夏的Sounds good!
46. 就是在這裡

安可曲
1. 夢河
2. 櫻花的花瓣們
3. 格子花紋
4. 少女們
5. 第一隻兔子
6. 無限重播

## DVD
- 「AKB48 in TOKYO DOME 〜1830mの夢〜」DVD（2012年11月28日、AKS）
- 「AKB48 in TOKYO DOME 〜1830mの夢〜」Blu-ray（2012年12月19日、AKS）

## 外部連結
- AKB48 in TOKYO DOME 〜1830mの夢〜（页面存档备份，存于）
- AKB48 in TOKYO DOME 〜1830mの夢〜 DVD&Blu-ray（页面存档备份，存于）
- AKB48 in TOKYO DOME ～1830mの夢～ LIVE DVD & Blu-ray スペシャルサイト